# Saison 1978-1979 de l'AS Saint-Étienne
Chronologie
Saison précédente Saison suivante
Cette page présente la saison 1978-1979 de l'AS Saint-Étienne. Le club évolue en Division 1 et en Coupe de France de football.

## Résumé de la saison
- Le club termine à la 3e place du championnat, laissant échapper le titre qui lui tendait les bras lors des dernières journées.
- En Coupe de France, le club va jusqu'en 8èmes de finale, avant de faire éliminer par Gueugnon.
- Dominique Rocheteau termine meilleur buteur du club avec 21 buts, toutes compétitions confondues.
- Côté joueurs, beaucoup de mouvements et pas des moindres. Départs des frères Revelli (Patrick et Hervé) . Départ également de Dominique Bathenay, Christian Synaeghel, Alain Merchadier. Arrivées du centre de formation de Laurent Paganelli et  Jean Castaneda ; Arrivées également de Jean-Marie Elie, Bernard Lacombe et retour de Jean-François Larios.

## Équipe professionnelle

### Transferts
Sont considérés comme arrivées, des joueurs n’ayant pas joué avec l’équipe 1 la saison précédente.
4 joueurs qui ont joué la saison passée avec les pros sont toujours au club, mais ne sont qu'apparus en réserve : Patrice Garande, Jean-Luc Fournier, Olivier Roussey et Patrick Rampillon
| Nom                  | Nationalité | Poste             | Transfert   | Provenance/Destination | Division   |
| -------------------- | ----------- | ----------------- | ----------- | ---------------------- | ---------- |
| Arrivées             |             |                   |             |                        |            |
| Jean-François Larios |             | Milieu de terrain | Retour Prêt | SC Bastia              | Division 1 |
| Jean Castaneda       |             | Gardien           | -           | Formé au club          | -          |
| Laurent Paganelli    |             | Attaquant         | -           | Formé au club          | -          |
| Guy Modeste          |             | Défenseur         | -           | Formé au club          | -          |
| Jean-Marie Elie      |             | Milieu de terrain | Transfert   | RC Lens                | Division 1 |
| Bernard Lacombe      |             | Attaquant         | Transfert   | Lyon                   | Division 1 |
| Départs              |             |                   |             |                        |            |
| François Blin        |             | Gardien           | Transfert   | FC Gueugnon            | Division 2 |
| Alain Merchadier     |             | Défenseur         | Transfert   | Nancy                  | Division 1 |
| Christian Synaeghel  |             | Milieu de terrain | Transfert   | Metz                   | Division 1 |
| André Barthelemy     |             | Attaquant         | Prêt        | SC Bastia              | Division 1 |
| Dominique Bathenay   |             | Milieu de terrain | Transert    | Paris SG               | Division 1 |
| Hervé Revelli        |             | Attaquant         | Transfert   | Club sportif chênois   | Division 1 |
| Patrick Revelli      |             | Attaquant         | Transert    | FC Sochaux             | Division 1 |

### Championnat

#### Matchs allers
| Date       | N o | Adversaire             | Lieu | Résultat | Buteurs pour Saint-Étienne                                       | Points | Classement |
| ---------- | --- | ---------------------- | ---- | -------- | ---------------------------------------------------------------- | ------ | ---------- |
| 19/07/1978 | J01 | Bastia                 | Dom. | 2 - 1    | Roussey 5e, Rocheteau 58e                                        | 2      | 6          |
| 25/07/1978 | J02 | Olympique de Marseille | Ext. | 2 - 0    | -                                                                | 2      | 12         |
| 28/07/1978 | J03 | FC Sochaux             | Dom. | 3 - 1    | Rocheteau 41e 64e, Derigon 51e                                   | 4      | 8          |
| 02/08/1978 | J04 | US Valenciennes-Anzin  | Ext. | 0 – 0    | -                                                                | 5      | 7          |
| 08/08/1978 | J05 | AS Nancy Lorraine      | Dom. | 3 - 2    | Lacombe 21e 33e, Rocheteau 76e                                   | 7      | 6          |
| 18/08/1978 | J06 | Olympique lyonnais     | Ext. | 2 - 0    | -                                                                | 7      | 8          |
| 22/08/1978 | J07 | FC Nantes              | Dom. | 3 - 1    | Rocheteau 30e, Larios 83e 85e                                    | 9      | 5          |
| 25/08/1978 | J08 | Paris-Saint-Germain FC | Ext. | 1 – 1    | Rocheteau 37e                                                    | 10     | 4          |
| 05/09/1978 | J09 | AS Monaco FC           | Dom. | 4 - 1    | Larios 17e 69e, Santini 40e, Lacombe 47e                         | 12     | 4          |
| 08/09/1978 | J10 | Stade lavallois        | Ext. | 2 - 1    | Rocheteau 35e                                                    | 12     | 5          |
| 18/09/1978 | J11 | Stade de Reims         | Dom. | 2 - 0    | Santini 31e (pen.), Rocheteau 88e                                | 14     | 5          |
| 22/09/1978 | J12 | RC Strasbourg          | Ext. | 2 - 1    | Rocheteau 67e                                                    | 14     | 5          |
| 30/09/1978 | J13 | Lille OSC              | Dom. | 5 - 1    | Zimako 18e 42e, Roheteau 70e 83e, Lopez 81e                      | 16     | 4          |
| 11/10/1978 | J14 | Nîmes Olympique        | Ext. | 2 – 2    | Zimako 6e, Larios 53e                                            | 17     | 4          |
| 14/10/1978 | J15 | Paris FC               | Dom. | 6 - 0    | Lacombe 44e (pen.) 65e, Rocheteau 68e 78e, Santini 75e, Elie 83e | 19     | 3          |
| 21/10/1978 | J16 | FC Metz                | Ext. | 0 - 1    | Lacombe 89e (pen.)                                               | 21     | 2          |
| 27/10/1978 | J17 | OGC Nice               | Ext. | 1 – 1    | Zimako 22e                                                       | 22     | 2          |
| 04/11/1978 | J18 | Bordeaux               | Dom. | 1 - 3    | Larios 64e                                                       | 22     | 4          |
| 14/11/1978 | J19 | Angers SCO             | Ext. | 1 - 3    | Zimako 11e 18e, Rocheteau 52e                                    | 24     | 3          |

#### Matchs retours
| Date       | N o | Adversaire             | Lieu | Résultat | Buteurs pour Saint-Étienne                                  | Points | Classement |
| ---------- | --- | ---------------------- | ---- | -------- | ----------------------------------------------------------- | ------ | ---------- |
| 17/11/1978 | J20 | Olympique de Marseille | Dom. | 1 - 0    | Lacombe 74e (pen.)                                          | 26     | 2          |
| 26/11/1978 | J21 | FC Sochaux             | Ext. | 0 – 0    | -                                                           | 27     | 3          |
| 03/12/1978 | J22 | US Valenciennes-Anzin  | Dom. | 5 - 0    | Santini 11e 64e, Zimako 43e, Fugaldi 67e (csc), Lacombe 82e | 29     | 2          |
| 10/12/1978 | J23 | AS Nancy Lorraine      | Ext. | 1 – 1    | Lacombe 7e                                                  | 30     | 3          |
| 16/12/1978 | J24 | Olympique lyonnais     | Dom. | 3 - 0    | Lacombe 13e, Rocheteau 14e, Zimako 60e                      | 32     | 3          |
| 27/12/1978 | J25 | FC Nantes              | Ext. | 3 - 1    | Larios 6e                                                   | 32     | 4          |
| 03/02/1979 | J26 | Paris-Saint-Germain FC | Dom. | 4 - 1    | Pilorget 5e (csc), Santini 9e, Lacombe 24e, Repellini 58e   | 34     | 4          |
| 17/02/1979 | J27 | AS Monaco FC           | Ext. | 0 - 1    | Rocheteau 83e                                               | 36     | 3          |
| 02/03/1979 | J28 | Stade lavallois        | Dom. | 3 - 0    | Rocheteau 10e, Elie 30e 63e                                 | 38     | 3          |
| 16/03/1979 | J29 | Stade de Reims         | Ext. | 0 - 1    | Lacombe 23e                                                 | 40     | 3          |
| 28/03/1979 | J30 | RC Strasbourg          | Dom. | 2 - 0    | Larios 22e, Elie 36e                                        | 42     | 3          |
| 07/04/1979 | J31 | Lille OSC              | Ext. | 3 – 0    | -                                                           | 42     | 3          |
| 20/04/1979 | J32 | Nîmes Olympique        | Dom. | 2 - 0    | Lopez 24e, Santini 71e                                      | 44     | 3          |
| 27/04/1979 | J33 | Paris FC               | Ext. | 0 - 1    | Elie 78e                                                    | 46     | 3          |
| 05/05/1979 | J34 | FC Metz                | Dom. | 1 - 0    | Rocheteau 25e                                               | 48     | 2          |
| 18/05/1979 | J35 | OGC Nice               | Dom. | 5 - 1    | Lacombe 3e 35e, Rocheteau 43e 61e, Zimako 74e               | 50     | 2          |
| 25/05/1979 | J36 | Bordeaux               | Ext. | 2 - 1    | Larios 45e (pen.)                                           | 50     | 3          |
| 29/05/1979 | J37 | Angers SCO             | Dom. | 4 - 0    | Repellini 11e, Rocheteau 15e, Larios 81e, Zimako 89e        | 52     | 3          |
| 02/06/1979 | J38 | Bastia                 | Ext. | 0 - 2    | Repellini 36e, Elie 83e                                     | 54     | 3          |

#### Classement final
En cas d'égalité entre deux clubs, le premier critère de départage est la différence de buts.
| Rang | Équipe                   | Pts | J  | G  | N  | P  | Bp | Bc | Diff |
| ---- | ------------------------ | --- | -- | -- | -- | -- | -- | -- | ---- |
| 1    | RC Strasbourg            | 56  | 38 | 22 | 12 | 4  | 68 | 28 | +40  |
| 2    | FC Nantes C              | 54  | 38 | 23 | 8  | 7  | 85 | 33 | +52  |
| 3    | AS Saint-Étienne         | 54  | 38 | 24 | 6  | 8  | 77 | 34 | +43  |
| 4    | AS Monaco T              | 44  | 38 | 18 | 8  | 12 | 70 | 51 | +19  |
| 5    | FC Metz                  | 44  | 38 | 19 | 6  | 13 | 61 | 56 | +5   |
| 6    | Lille OSC P              | 40  | 38 | 11 | 18 | 9  | 67 | 62 | +5   |
| 7    | Olympique lyonnais       | 40  | 38 | 15 | 10 | 13 | 53 | 56 | -3   |
| 8    | Nîmes Olympique          | 39  | 38 | 15 | 9  | 14 | 61 | 50 | +11  |
| 9    | FC Sochaux               | 39  | 38 | 15 | 9  | 14 | 63 | 53 | +10  |
| 10   | FC Girondins de Bordeaux | 39  | 38 | 12 | 15 | 11 | 45 | 42 | +3   |
| 11   | AS Nancy Lorraine        | 38  | 38 | 15 | 8  | 15 | 77 | 61 | +16  |
| 12   | Olympique de Marseille   | 37  | 38 | 12 | 13 | 13 | 50 | 55 | -5   |
| 13   | Paris-Saint-Germain FC   | 36  | 38 | 14 | 8  | 16 | 59 | 66 | -7   |
| 14   | SEC Bastia               | 35  | 38 | 13 | 9  | 16 | 53 | 65 | -12  |
| 15   | OGC Nice                 | 32  | 38 | 11 | 10 | 17 | 58 | 75 | -17  |
| 16   | Stade lavallois          | 30  | 38 | 8  | 14 | 16 | 53 | 73 | -20  |
| 17   | Angers SCO P             | 30  | 38 | 8  | 14 | 16 | 37 | 68 | -31  |
| 18   | US Valenciennes-Anzin    | 28  | 38 | 9  | 10 | 19 | 36 | 65 | -29  |
| 19   | Paris FC P               | 28  | 38 | 9  | 10 | 19 | 42 | 77 | -35  |
| 20   | Stade de Reims           | 17  | 38 | 3  | 11 | 24 | 26 | 71 | -45  |

Victoire à 2 points
Qualifications européennes
Coupe des clubs champions européens
- 1er : 1er tour (1/16 de finale)

Coupe d'Europe des vainqueurs de coupe
- Vainqueur de la Coupe de France : 1er tour (1/16 de finale)

Coupe UEFA
- 3e et 4e : 1er tour (1/32 de finale)

Relégation
- 19e : barrage de relégation en Division 2
- 20e : relégation en Division 2

Abréviations
T : Tenant du titre

C : Vainqueur de la Coupe de France 1978-79

P : Promus de Division 2

### Coupe de France

#### Tableau récapitulatif des matchs
| Date       | N o                     | Adversaire             | Lieu                                  | Résultat | Buteurs pour Saint-Étienne                   | Suite                               |
| ---------- | ----------------------- | ---------------------- | ------------------------------------- | -------- | -------------------------------------------- | ----------------------------------- |
| 10/02/1979 | 32èmes de finale        | Stade léonard Kreisker | Stade de Penvillers, Quimper          | 5 - 0    | Lacombe 8e 11e 13e, Repellini 80e, Borel 83e | Qualifiés pour les 16èmes de finale |
| 10/03/1979 | 16èmes de finale aller  | Besançon RC            | Stade Léo-Lagrange, Besançon          | 1 - 2    | Bernard Lacombe 43e, Jacques Zimako 51e      | -                                   |
| 23/03/1979 | 16èmes de finale retour | Besançon RC            | Stade Geoffroy-Guichard,Saint-Étienne | 1 - 0    | Repellini 62e                                | Qualifiés pour les 8èmes de finale  |
| 13/04/1979 | 8èmes de finale aller   | FC Gueugnon            | Stade Jean Laville, Gueugnon          | 3 - 0    | -                                            | -                                   |
| 17/04/1979 | 8èmes de finale retour  | FC Gueugnon            | Stade Geoffroy-Guichard,Saint-Étienne | 2 - 0    | Larios 8e (pen.), Elie 30e                   | Éliminés                            |

### Statistiques

#### Équipe-type
| \| Curkovic Farison Janvion (Repellini) Piazza Lopez Santini Elie Larios Lacombe Rocheteau Zimako \| Équipe-type de la saison 1978-1979 |
| Curkovic Farison Janvion (Repellini) Piazza Lopez Santini Elie Larios Lacombe Rocheteau Zimako                                          |

#### Buteurs
| Place | Nom                  | Division 1 | Coupe de France | TOTAL des BUTS |
| 1     | Dominique Rocheteau  | 21 buts    | -               | 21 buts        |
| 2     | Bernard Lacombe      | 14 buts    | 4 buts          | 18 buts        |
| 3     | Jacques Zimako       | 10 buts    | 1 but           | 11 buts        |
| 4     | Jean-François Larios | 9 buts     | 1 but           | 10 buts        |
| 5     | Jacques Santini      | 7 buts     | -               | 7 buts         |
| 5     | Jean-Marie Elie      | 6 buts     | 1 but           | 7 buts         |
| 7     | Pierre Repellini     | 3 but      | 2 buts          | 5 buts         |
| 8     | Christian Lopez      | 2 buts     | -               | 2 buts         |
| 9     | Laurent Roussey      | 1 but      | -               | 1 but          |
| 9     | Didier Derigon       | 1 but      | -               | 1 but          |
| 9     | Jacques Borel        | -          | 1 but           | 1 but          |
| #     | contre son camp      | 2 buts     | -               | 2 buts         |
| Total | 11 buteurs           | 77 buts    | 10 buts         | 87 buts        |

Date de mise à jour : le 25 juin 2015.

#### Affluences
409 863 spectateurs ont assisté à une rencontre au stade cette saison, soit une moyenne de 19 517 par match.
21 rencontres ont eu lieu à Geoffroy-Guichard durant la saison.

Affluence de l'AS Saint-Étienne à domicile

### Équipe de France
5  stéphanois auront les honneurs de l’Équipe de France cette saison : Christian Lopez et Jean-François Larios (4 sélections), Dominique Rocheteau  avec 3 sélections , Gérard Janvion et Bernard Lacombe (2 sélections).
| Joueurs              | Position          | Date       | Lieu            | Adversaire      | Type rencontre                   | Score | Temps de jeu | Buts       | Cartons |
| Christian Lopez      | Défenseur         | 01.09.1978 | Paris           | Suède           | Éliminatoires Championnat Europe | 2 – 2 | 90           | -          |         |
| Christian Lopez      | Défenseur         | 07.10.1978 | Luxembourg      | Luxembourg      | Éliminatoires Championnat Europe | 1 - 3 | 90           | -          |         |
| Christian Lopez      | Défenseur         | 08.11.1978 | Paris           | Espagne         | Amical                           | 1 - 0 | 90           | -          |         |
| Christian Lopez      | Défenseur         | 04.04.1979 | Bratislava      | Tchécoslovaquie | Éliminatoires Championnat Europe | 2 - 0 | 90           | -          |         |
| Gérard Janvion       | Défenseur         | 08.11.1978 | Paris           | Espagne         | Amical                           | 1 - 0 | 90           | -          |         |
| Gérard Janvion       | Défenseur         | 02.05.1979 | East Rutherford | États-Unis      | Amical                           | 0 - 6 | 90           | -          |         |
| Jean-François Larios | Milieu de terrain | 07.10.1978 | Luxembourg      | Luxembourg      | Éliminatoires Championnat Europe | 1 - 3 | 64           | -          |         |
| Jean-François Larios | Milieu de terrain | 25.02.1979 | Paris           | Luxembourg      | Éliminatoires Championnat Europe | 3 - 0 | 29           | 78e        |         |
| Jean-François Larios | Milieu de terrain | 04.04.1979 | Bratislava      | Tchécoslovaquie | Éliminatoires Championnat Europe | 2 - 0 | 90           | -          |         |
| Jean-François Larios | Milieu de terrain | 02.05.1979 | East Rutherford | États-Unis      | Amical                           | 0 - 6 | 19           | -          |         |
| Dominique Rocheteau  | Attaquant         | 07.10.1978 | Luxembourg      | Luxembourg      | Éliminatoires Championnat Europe | 1 - 3 | 59           | -          |         |
| Dominique Rocheteau  | Attaquant         | 08.11.1978 | Paris           | Espagne         | Amical                           | 1 - 0 | 73           | -          |         |
| Dominique Rocheteau  | Attaquant         | 25.02.1979 | Paris           | Luxembourg      | Éliminatoires Championnat Europe | 3 - 0 | 90           | -          |         |
| Bernard Lacombe      | Attaquant         | 07.10.1978 | Luxembourg      | Luxembourg      | Éliminatoires Championnat Europe | 1 - 3 | 90           | -          |         |
| Bernard Lacombe      | Attaquant         | 02.05.1979 | East Rutherford | États-Unis      | Amical                           | 0 - 6 | 65           | 8e 14e 37e |         |